# U-362
U-362 — средняя немецкая подводная лодка типа VIIC времён Второй мировой войны.

## История
Заказ на постройку субмарины был отдан 7 декабря 1940 года. Лодка была заложена 9 ноября 1941 года на верфи «Фленсбургер Шиффсбау», Фленсбург, под строительным номером 481, спущена на воду 21 октября 1942 года. Лодка вошла в строй 4 февраля 1943 года под командованием оберлейтенанта Людвига Франца.

### Флотилии
- 4 февраля 1943 года — 29 февраля 1944 года — 8-я флотилия (учебная);
- 1 марта 1944 года — 5 сентября 1944 года — 13-я флотилия.

### История службы
Лодка совершила 7 боевых походов, успехов не достигла.
11 апреля 1944 года находящаяся в Арктике лодка была атакована самолётом типа Martlet и получила повреждения, заставившие её досрочно вернуться на базу.

## Гибель
Потоплена 5 сентября 1944 года в Карском море близ о. Уединения, в районе с координатами 75°51′ с. ш. 89°27′ в. д., глубинными бомбами с советского тральщика Т-116 (АМ-116). 51 погибший (весь экипаж).
В начале сентября Т-116 вышел из Диксона, направившись на север. В конце дня 5 сентября в редком тумане тральщик обнаружил подводную лодку. Командир решил таранить её, однако лодка ушла на погружение. После атаки глубинными бомбами лодка была повреждена, но еще двигалась. В результате второй атаки лодка получила прямое попадание и потеряла ход. Бомбометание продолжалось, пока не кончились снаряды. Утром из Диксона прибыл корабль, доставивший новые бомбы, атака возобновилась, и лодка была потоплена. Прибывший к месту боя пароход «Герцен» доставил водолаза, который обнаружил лежавшую на грунте U-362.
В 2015 году члены поисковой «Карской экспедиции» обнаружили немецкую подводную лодку U-362, потопленную в сентябре 1944 года тральщиком Северного флота рядом с островом Уединения в Карском море.
Субмарина была найдена по координатам, указанным командиром тральщика Северного флота Т-116 капитан-лейтенантом Василием Бабановым. Подводная лодка была обнаружена на глубине 44 метра, на её корпусе видны характерные повреждения от разрывов глубинных бомб.